# 알렉세이 프루드니코프
알렉세이 파블로비치 프루드니코프(러시아어: Алексе́й Па́влович Пру́дников, 1960년 3월 20일 ~ )는 소련과 러시아의 은퇴한 축구 선수이다. 선수 시절 골키퍼로 뛰었는데 1995년 전북 다이노스가 성원종 송덕균 정재열 등 3명에 불과했던 GK진영이 약세로 평가되자  후반기 때 급하게 영입했었다.
러시아 프리미어리그의 스파르타크 모스크바, 디나모 모스크바, 토르페도 모스크바, 발티카 칼리닌그라드, 콜로스 크라스노다르, 보스니아 헤르체고비나 프리미어리그의 벨레주 모스타르, FK 사라예보, 대한민국의 전북 현대 다이노스, 핀란드 베이카우스리가의 FF 야로에서 활약한 바 있으며, 1988년 하계 올림픽에서 우승한 소련 올림픽 대표팀의 구성원이었다.